# ساموبور
هي مدينة في مقاطعة زغرب ، كرواتيا . إنها جزء من منطقة زغرب الكبرى .

## جغرافيأ
تقع مدينة ساموبور غرب زغرب ، بين المنحدرات الشرقية لتلال المحيطة بساموبور ( (بالكرواتية: Samoborsko gorje)‏   ) ، الجزء الشرقي من جبال أومبيرك ، في وادي نهر سافا. جزء من المنطقة التاريخية لكرواتيا .

## إدارياً
تعد حكومة المدينة والمحكمة والشرطة والخدمات الصحية ومكتب البريد جزءًا من البنية التحتية لساموبور.

## تاريخ المدينة

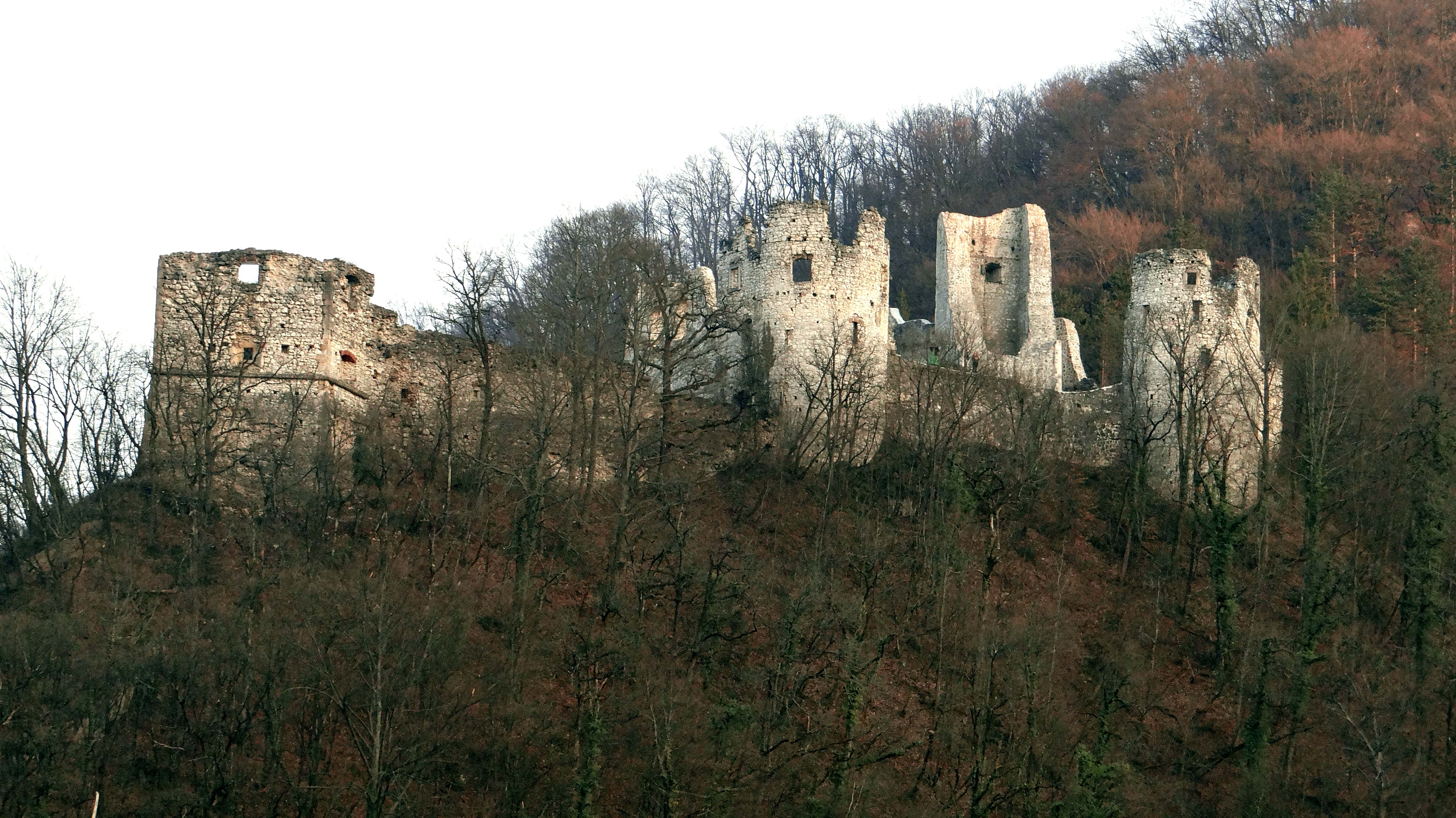
أطلال قلعة ساموبور

وُجِدت ساموبور كمدينة ملكية حرة  منذ عام 1242 ، وفقًا لوثيقة وقف للملك بيلا الرابع .
منذ معاهدة كارلوفيتز في عام 1699 ، اضحت ساموبور جزءً من ملكية هابسبورغ ، وبعد فترة وجيزة في مملكة كرواتيا - سلافونيا ، التي تم إنشاؤها عندما تم دمج مملكة سلافونيا ومملكة كرواتيا في 1868. في أواخر القرن التاسع عشر وأوائل القرن العشرين ، كانت ساموبور عاصمة مقاطعة في مقاطعة زغرب في مملكة كرواتيا-سلافونيا.

## اقتصادياً
يعد قطع الكريستال أحد الصناعات الرئيسية في ساموبور ، وهو مشهود له في أوروبا وجميع أنحاء العالم.

## تعداد السكان
في الإحصاء الكرواتي لعام 2011 ، بلغ مجموع سكان الإقليم الإداري لساموبور 37633 ، موزعين على المستوطنات التالية:

## المعالم الأثرية والمعالم السياحية

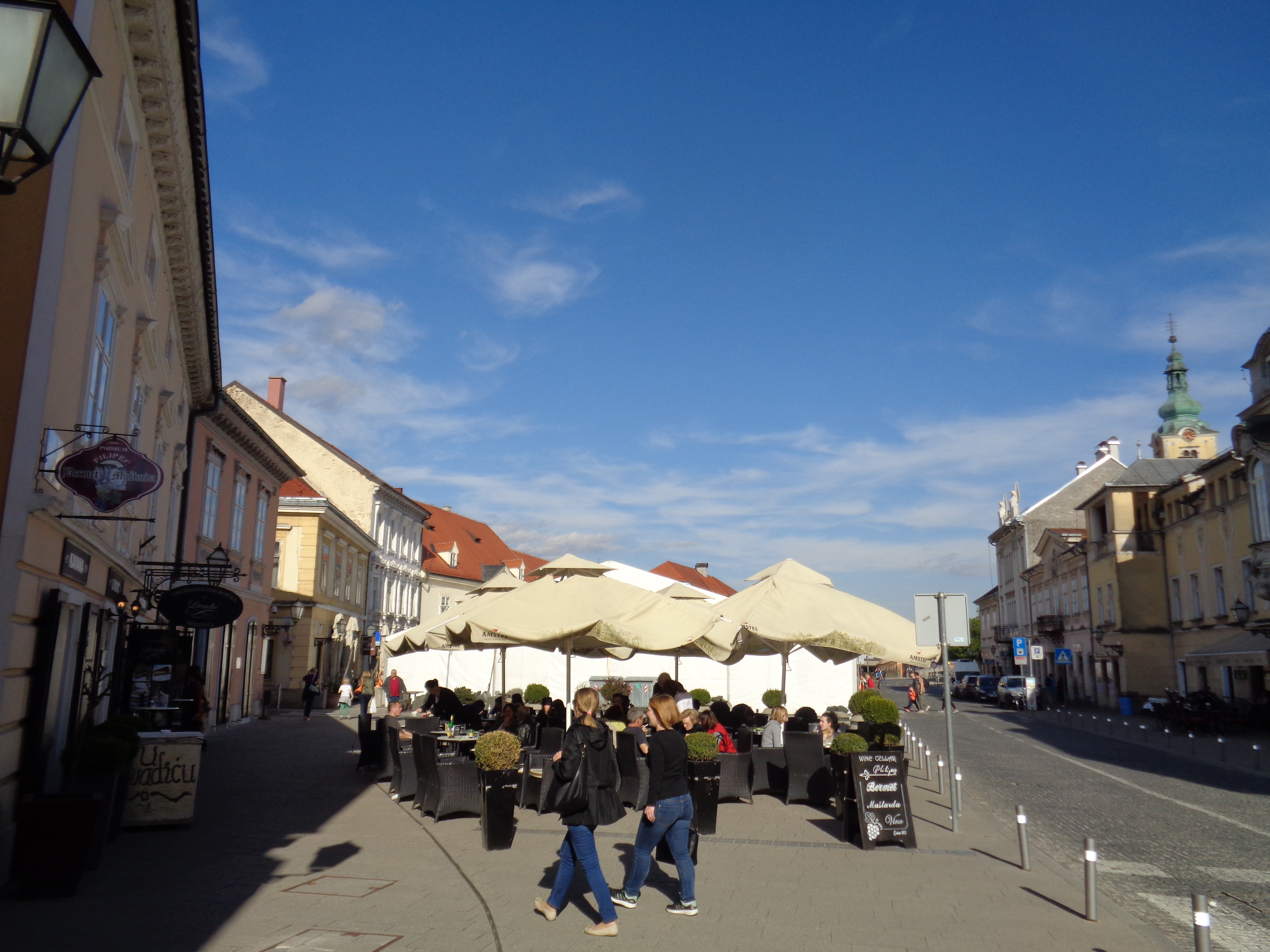
ميدان الملك توميسلاف

ساموبور هي واحدة من أقدم المنتجعات السياحية في المنطقة ، حيث يرجع تاريخ أول منشآت سياحية إلى عام 1810 ، وهية وجهة لصيادين السمك والمتنزهين. لقد دعمت المناطق المحيطة الجميلة بالمدينة وبالقرب من العاصمة هذا التقليد السياحي حتى يومنا هذا. في عام 1846 ، قام الملحن فرانز ليزت بزيارة ساموبور ، الذي كان في ذلك الوقت يزور زغرب خلال إحدى جولاته الموسيقية العديدة. جاء ليزت إلى ساموبور لرؤية صديقه فيردو ليفاديتش ، في مسكنه في قصر ليفاديتش ، وهو متحف المدينة اليوم. في بداية القرن العشرين ، أصبح قصر ليفاديتش ملكًا لعائلة يهودية اسمها دانيجيتش. أُجبروا على المغادرة نتيجة للغزو النازي عام 1941. بعد ذلك بوقت قصير ، تمت مصادرة القصر من قبل دولة كرواتيا المستقلة التي تم تشكيلها حديثًا ولم تعد إلى عائلة دانيتشيتش.
- على تل تيبيك ، على بعد 10 دقائق فقط سيرًا على الأقدام من وسط المدينة ، لا تزال هناك بقايا لقلعة قلعة ساموبور التي بنيت في القرن الثالث عشر.

نادي كرة القدم المحلي هو NK Samobor ، الذي يلعب في الدوري الثالث . نادي كرة اليد النسائي المحلي هو RK Samobor ، الذي يلعب في الدوري الاول نوادي كرة اليد المحلية للرجال هي RK MladosT 09 و RK Rudar ، اللذان يلعبان في الدوري الممتاز .

## علاقات دولية

### المدن التوأم - المدن الشقيقة
- فيرغس، ألمانيا.
- فيليس، مقدونيا الشمالية.
- ستاري جراد، كرواتيا.
- بيتش، المجر.
- شاسيو، فرنسا.
- بارابياغو، إيطاليا.

## روابط خارجية
- الموقع الرسمي